# Vas Zoltán (politikus)
Vas Zoltán (eredeti neve: Weinberger Zoltán, Budapest, 1903. március 30. – Budapest, 1983. augusztus 13.) kommunista politikus, író, újságíró, polgármester. Fiatalon, a Magyarországi Tanácsköztársaság idején csatlakozott a kommunistákhoz. A Horthy-korszak nagy részében börtönben vagy emigrációban töltötte. 1940-ben a Szovjetunióba emigrált, ahonnan 1944 végén szovjet katonatisztként tért haza. A Rákosi-korszakban fontos gazdaságpolitikai hivatalokat viselt: a Gazdasági Főtanács vezetője (1945–1949) és az Országos Tervhivatal vezetője (1949–1953) volt. Ekkoriban a párt legbefolyásosabb tagjai közé tartozott, de 1953-ban kegyvesztetté vált, és Nagy Imre köréhez csatlakozott. 1956-os szerepvállalása miatt kiszorult a politikából, és haláláig írással töltötte az idejét.

## Élete

### A második világháború előtt
Módos, vallásos zsidó családból származott, apja Weinberger Mór, anyja Rosenberg Karolin. Már 16 évesen, 1919-ben belépett a Kommunisták Magyarországi Pártjába, és harcolt a Vörös Hadseregben; később az illegális párt ifjúsági mozgalmának újjászervezésében vállalt szerepet. Emiatt 1920-ban eltanácsolták a Barcsay utcai gimnáziumból. Egy ideig csehszlovákiai emigrációban tevékenykedett, majd 1921-ben hazatért, de elfogták és 10 év börtönbüntetésre ítélték lázadás vádjával. 1922-ben egy fogolycsere keretében a Szovjetunióba utazott, ahol egyetemi tanulmányokat folytatott. Pártbéli súlya is megnövekedett: 1925-ben a Kommunista Ifjúmunkások Magyarországi Szövetségének (KIMSZ) titkárává és a párt Központi Bizottságának tagjává vált. Még ebben az évben visszatért Magyarországra a Komintern megbízásából, de ismét gyorsan letartóztatták, és 1926-ban hat év börtönbüntetést kapott, amit 1929-ben 13,5 évre emeltek. 1940-ben szabadult Rákosi Mátyással együtt, és vele együtt ismét a Szovjetunióba ment. Itt a Kominternnek dolgozott, majd 1942-ben belépett a szovjet Vörös Hadsereg kötelékébe, ahol frontpropagandát folytatott és „antifasiszta” tanfolyamokat szervezett. Szovjet tisztként, 1944 októberében tért vissza Magyarországra.

### Felívelő pártkarrier
A pártvezetés hazatelepüléséig Vas fontos pozíciókat töltött be: részt vett a tiszántúli pártszervezésben, a nemzetgyűlés előkészítésében. 1944-ben Pécsett képviselővé választották. (A törvényhozásnak 1957-ig maradt tagja, de a későbbiekben Budapesten választották meg.) A Debrecenben működő Központi Vezetőség megbízásából a párt katonai, karhatalmi és pártgazdasági ügyeit felügyelte, illetve 1945 első hónapjaiban a Budapesten működő Központi Vezetőség vezető titkára, mígnem a testület február 22-én fuzionált a Rákosi vezette KV-val. Februártól májusig Budapest közellátási kormánybiztosa, majd májustól novemberig a főváros polgármestere volt.
Ezután országos jelentőségű pozíciót kapott: ő lett a jóvátételi ügyeket és újjáépítést koordináló, a gazdaság terén rendeletalkotási jogosultsággal rendelkező Gazdasági Főtanács főtitkára, így személyében az MKP döntő befolyást szerzett e létfontosságú területen. (Tisztségével címzetes miniszterelnökségi államtitkári rang járt.) A testület 1949-es megszüntetésekor az állami gazdaságirányítás kulcsszerve, az Országos Tervhivatal elnöke lett, amelynek feladata ekkoriban az ötéves terv kidolgozása volt. Eközben 1948–1951 között az újonnan megalakult MDP PB póttagja, 1951-től pedig rendes tagja volt – ekkoriban Rákosi Mátyás, Gerő Ernő, Farkas Mihály és Révai József mellett a legbefolyásosabb, „moszkovita” kommunisták alkotta ún. „ötösfogat” tagjaként emlegették.

### Nagy Imre oldalán
1952 őszétől kezdve helyzete kezdett megingani: a Népgazdasági Főtanácsot vezető Gerő Ernő rendszeresen szabotőrnek nevezte, amiért elutasította a testület irreális elképzeléseit. 1953 februárjában minden pártbéli és állami tisztségét elvesztette és „önkritika” gyakorlására kényszerítették; feltehetően őt szánták a moszkvai példát követő, zsidóellenes koncepciós per fővádlottjának, ami végül Sztálin halála miatt nem kezdődött meg. Ezután Nagy Imre kevésbé doktríner vonalához csatlakozott: miután 1954-ig a komlói szénbányákat igazgatta, az első Nagy Imre-kormányban a Minisztertanács Titkárságának vezetője lett (1954–1955). Nagy bukását követően ismét súlytalanná vált: 1955–1956-ban a külkereskedelmi miniszter helyettese, majd 1956 júniusától a Szövetkezetek Országos Szövetségének elnöke lett. Nagy Imre körén belül azon kevesek közé tartozott, akik kapcsolatban álltak az 1956-os eseményekben fontos szerepet játszó Jurij Andropov szovjet nagykövettel. A forradalom alatt, október 26-án a Közellátási Kormánybiztosság elnökévé, majd október 28-án közellátási kormánybiztossá nevezték ki.

### A forradalom után
November 4-én Nagy Imrével együtt a jugoszláv követségre menekült, ahonnan november 18-án távozott. Romániába, Snagovba internálták, ahonnan 1958 végén tért haza. A Nagy Imre-perből kihagyták, az Elnöki Tanács kegyelemben részesítette. 1957-ben megszüntették képviselői helyét is, és nem igazolták át az MSZMP-be. Ettől kezdve írással foglalkozott és haláláig nem játszott közéleti szerepet. 1973-ban, Nem a tejes csenget című, tervezett visszaemlékezése kapcsán izgatás miatt eljárást indítottak ellene. A könyv végül Vas halálát és a rendszerváltást követően jelent meg, Betiltott könyvem címmel.

## Díjai, elismerései
- A Magyar Szabadság Érdemrend ezüst fokozata (1946)
- A Magyar Köztársasági Érdemrend középkeresztje a csillaggal és nagykeresztje (1947), középkeresztje (1949)
- A Kossuth-érdemrend II. osztálya (1948)
- A Magyar Népköztársasági Érdemrend I., II. és III. fokozata (1950)
- A Munka Vörös Zászló Érdemrendje (1954)
- Felszabadulási Jubileumi Emlékérem (1970)
- A Magyar Népköztársaság Zászlórendje, II. fokozat (1970)
- Szocialista Magyarországért érdemrend (1978)

## Főbb művei

### Politikai írások
- Halhatatlan ifjúság (elbeszélések, Moszkva, 1944)
- Vas Zoltán jelentése a Székesfőváros közigazgatásának működéséről 1945. május 16–1945. november 16.; Székesfővárosi Háziny., Budapest, 1945
- Vas Zoltán jelentése a székesfőváros közigazgatásának 1945. évi szeptember havi állapotáról / Budapest. Polgármester; Székesfővárosi Háziny., Budapest, 1945
- Gerő Ernő, Vas Zoltán, Vajda Imre felszólalásai a Központi Vezetőség nov. 27-iki ülésén; Szikra Ny., Budapest, 1948
- Vas Zoltán felszólalása az ötéves terv törvényjavaslat vitájában 1949. december 9-én; Népművelési Minisztérium, Budapest, 1949
- Nemzetgazdaságunk új feladatai. Gerő Ernő, Vas Zoltán, Vajda Imre felszólalásai; Szikra, Budapest, 1949
- Nemzetgazdaságunk helyzete és fejlődése (Budapest, 1949)
- A hároméves terv befejezése: népünk győzelme (Budapest, 1950)
- Az ötéves terv második évének feladatai (Budapest, 1951)
- A Szovjetunió ötéves terve hatalmas lépés a kommunizmus építésének útján (Budapest, 1952)
- A fény felé (regény, Budapest, 1955)
- Vas Zoltán vallomása a kommunizmusról és elvtársairól; in: Varga László: New Yorktól Mallorcáig, és vissza; New York Publishing–Hazánk, New York–Boardman, 1987

### Életrajzok
- Két igaz férfi. Marx és Engels életregénye (Budapest, 1956)
- Cserébe a világot...; Gondolat, Budapest, 1961
- Hamburg fia. Ernst Thälmann élete (Budapest, 1962)
- Esik eső karikára. Kossuth Lajos élete a világosi fegyverletételig; Szépirodalmi, Budapest, 1965
- Ha még egyszer azt üzeni (Kossuth Lajos élete 1849-1861. Budapest, 1967)
- Annyi áldás szálljon rája (Kossuth Lajos élete 1861-től haláláig. Budapest, 1968)
- Őfelsége szárnysegéde: Horthy Miklós (Budapest, 1969)
- Horthy vagy a király (Budapest, 1971)
- Horthy (2. átdolgozott, bővített kiadás. Budapest, 1975)

### Önéletrajzi jellegű munkák
- Tizenhat év fegyházban (börtönnapló, Moszkva, 1944)
- Hazatérés, 1944 (Budapest, 1970)
- Viszontagságos életem (Budapest, 1980)
- Akkori önmagunkról. Önéletírás II.; Magvető, Budapest, 1982 (Tények és tanúk)
- Későbbi és mostani önmagunkról, 1-3.; s.n., s.l., 198? [szamizdat]
- Betiltott könyvem. Életem III.; szerk., előszó Veliky János; Szabad Tér, Budapest, 1990 (Huszadik század)

## Dokumentumfilm
- Sára Sándor: Krónika (dokumentumfilm sor.), 23. rész – Utóvédharc, (1982), 25.-31. perc

### Kutatható iratanyaga
Titkárságvezetői működési időszakából (pontosabban az 1954-es évből) 0,58 iratfolyóméternyi, maradandó értékűnek minősített iratanyaga (4 doboz és 2 kötet) került az Országos Levéltár, mai nevén Magyar Nemzeti Levéltár Országos Levéltára őrizetébe, ahol az a XIX-A-2-am törzsszámon kutatható.

### Levéltári anyagok
- HU BFL – VII.101.c – fegyenc.I – 5364
- HU BFL – VII.5.c – 0091 – 1931
- HU BFL – VII.5.c – 12692 – 1931
- HU BFL – VII.5.c – 7203 – 1929
- HU BFL – VII.5.c – 3445 – 1928
- HU BFL – VII.5.c – 9836 – 1926
- HU BFL – VII.5.c – 8771 – 1925
- HU BFL – VII.5.c – 9170 – 1921